# Mallochianamyia penai
Mallochianamyia penai är en tvåvingeart som beskrevs av Wheeler 2000. Mallochianamyia penai ingår i släktet Mallochianamyia och familjen markflugor. Inga underarter finns listade i Catalogue of Life.